# کنگد ری
کنگد ری (به لاتین: Kongde Ri) یک کوه در نپال است که در Khumbu, Nepal واقع شده‌است. کنگد ری ۶٬۱۸۷ متر بالاتر از سطح دریا واقع شده‌است.